# Vagina artificial
Uma vagina artificial é um objeto que simula uma vagina.

## Uso veterinário

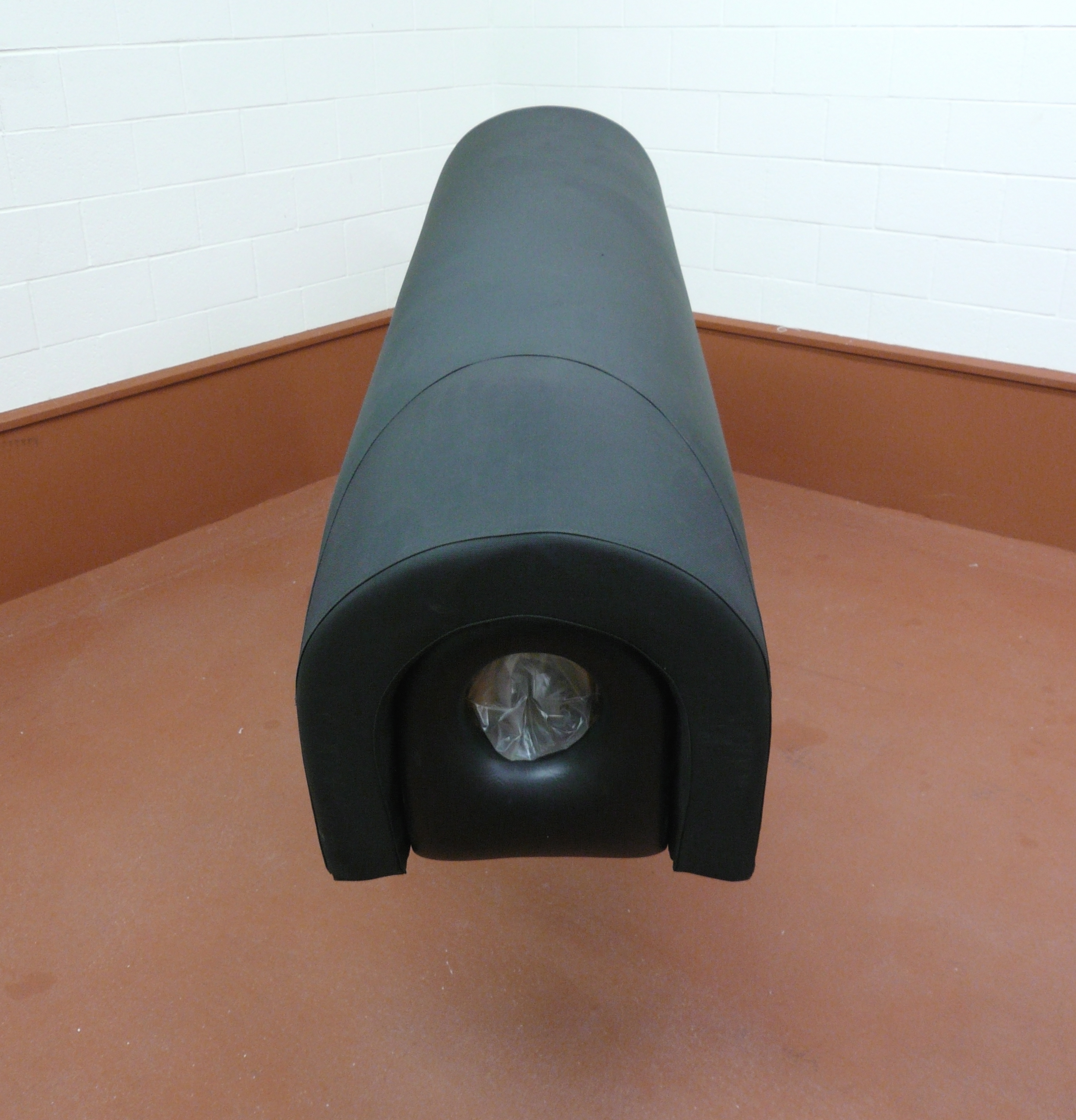
Uma vagina artificial usada para coleta de sêmen de cavalo.

É utilizado para colheita do sêmen de animais como bois e, cavalos e na inseminação artificial.

## Uso humano

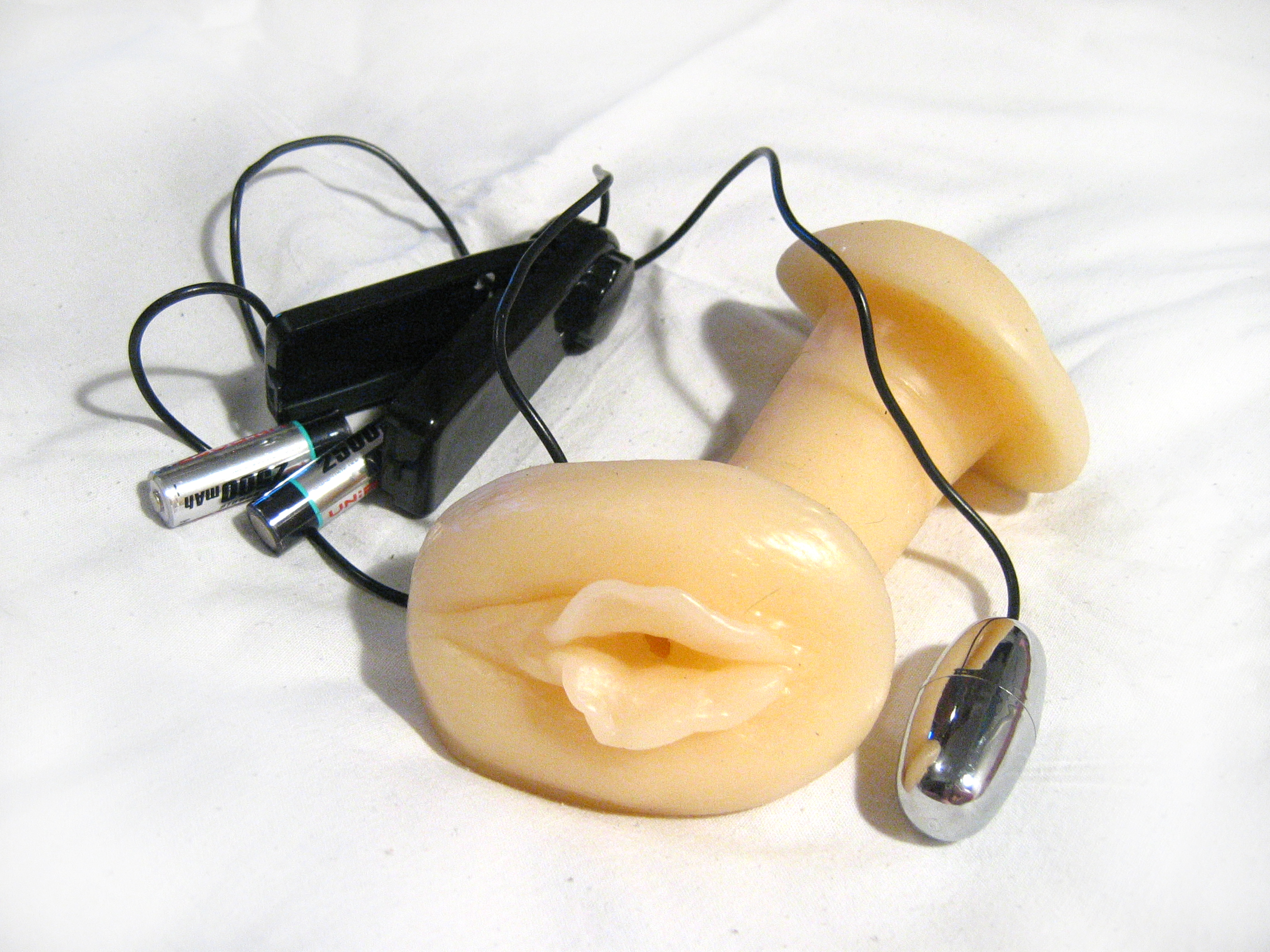
Vagina artifical de plástico com vibrador.

Uma vagina artificial é um objeto fabricado pela indústria do sexo, nos moldes de uma vagina real, utilizada pelas pessoas para obter prazer sexual. A indústria tenta de todos os modos fazer com que este tipo de aparato se assemelhe a uma vagina natural em questões de temperatura, maleabilidade e umidade, proporcionando prazeres semelhantes a de uma relação humana, mas com suas limitações.